# كارل كلارك
كارل كلارك هو كيميائي كندي، ولد في 20 أكتوبر 1888 في جورجتاون ‏ في كندا، وتوفي في 7 ديسمبر 1966 في فيكتوريا في كندا.